# カラーテレビ
カラーテレビ（英語: Colour television）は、映像に色が付いているテレビジョン放送、またはこれに対応したテレビ受像機である。
日本で登場したばかりの頃は「総天然色テレビジョン」と呼ばれていた。

## アナログテレビにおける三原色の分解変換方法
モノクロ画像をカラーにするため三原色に分解変換する必要があるが、NTSC・PAL・SECAMといった方式が出来上がるまでに模索期があり、大別すると「フィールド順次方式（逐次方式）」と「同時方式（並列方式）」、並びに後者に準じた「点順次方式」となる。

### フィールド順次方式（逐次方式）
テレビ画面を1コマ（フィールド）ごとに赤・緑・青と切り替え、これを高速化することで残像現象で自然な色彩像になるというもの。
CBS方式（Columbia Broadcasting System）
撮影時に赤・緑・青の色を放射状に配置したフィルター円盤を撮像管の前に置き、これをフィールドと同期するように回転させ、飛び越し走査時に6フィールドで完全なカラー画像ができるようにして、受像機側でも同じように同期したフィルター円盤を置いて回せば天然色に見えるという仕組み。名前の通り、CBSが開発したもの。
長所は機構が単純で、当初は同時方式に比べ価格が安かったこと。画像の重ね合わせが不要で既存の白黒テレビを改造してカラーにすることもできた（1966年当時で2〜3万円ほどのコスト）ので、後述の短所が問題でない工業用テレビには比較的盛んに利用された。
短所は白黒テレビより毎秒フィールド数を増やさないとちらつきが生じ、アメリカでは毎秒144フィールド（通常の白黒テレビは60フィールド）が必要だったため、番組が白黒テレビと互換性がなく、映像周波数帯が多く必要だったので放送用には適さなかった。また、構造上フィルターをモーターで回すので騒音が発生し、受像機大型化につながったため、1969年時点ですでにほとんど使用されなくなった。

### 同時方式・点順次方式
赤・緑・青の信号を同時に送りだすというもの。NTSC方式はこの方式の代表例である。白黒放送の映像も見ることができ、上位互換性を保っている。また白黒テレビの受像器でも色は付かないものの映像を見ることができ、下位互換性を保っていることが強み（両立性）となり、こちらが主流になった。
三撮像管式（RCA式）
撮影時にダイクロイックミラー（特定の色のみを反射・透過する鏡）で3つに分けた光をそれぞれフィルターで三原色の画像にし、これを1つの電波で送り出す。そのまま送りだすと3倍の周波数帯が必要になるが、現実にはごく小さい面積では人間が色を見分けられないので小面積は輝度信号だけ送るようにして白黒テレビと同じ周波数帯で送れる。その後、受像機側で3本のビームを重ね合わせる。名前の通り、RCAが開発したもの。
長所は3色の映像信号を合成すれば輝度信号になるので、白黒テレビでも受像できること。
短所は3つのカメラで同時撮影するので、わずかな像のひずみも色ずれや色むらになるので調整が難しいこと、受像機も同じ問題があるので設置後移動すると問題が出る場合があった。
点順次方式。
カラー信号に精細度が不要であることを積極的に利用し、撮像管の前に赤・緑・青の細かい縦縞のフィルターを置き、出力信号を一連の三原色繰り返し信号（緑→青→赤…など）にして、各原色ごとに分離後低域フィルター（比較的低い周波数しか通らない回路）に入れれば平均化して連続的な原色信号が得られる。
長所は撮像管の数を減らせる事、色ずれが起きない事。
短所は回路が複雑になる事。
分離輝度方式。
点順次方式では三原色信号を重ね合わせても先鋭な輝度信号を得られないので、もう1つ輝度信号用の撮像管（白黒用と全く同じ）を用意したものでハーフミラーで輝度とカラーの信号に分離後、カラー側のみ点順次方式の手順を踏む（二管式）。なお三撮像管式にも分離輝度方式は応用でき、この場合撮像管が4本必要になる（四管式）。
長短は点順次方式に準じるが、輝度信号がより先鋭になる長所と撮像管がもう1本増えて複雑化する短所がある。

## 歴史
カラーで画像を送る発想は1928年、イギリスのJ・L・ベアードが、三重スパイラルニポー円盤を使用して行った試みが最初で、翌年にはアメリカのベル研究所で飛点走査方式による実験が行われた。
ブラウン管を使った実用的カラーテレビ方式の実験は、1940年のアメリカ・コロンビア放送による初期CBS方式の実験が最初だが、戦争のため中断され、戦後これが再開されて、1950年に一度CBS方式がアメリカのカラーテレビ放送の標準方式としてFCC（連邦通信委員会）に採用されたが、RCAを中心とするアメリカ電子工業会では従来の白黒テレビではCBS方式が全く受像できないことを理由に反対し、全米テレビジョン方式委員会（NTSC：National Television System Committee）を組織して全電子方式を開発し1953年に公表、同年にFCCはNTSC方式を標準方式として採用し、日本でも1960年にこの方式の採用が決定された。
世界初のカラーの本放送はNTSC方式が先行し、1954年1月23日、アメリカのNBCのニューヨーク局であるWNBC局が最初にカラー放送を行い、日本では1960年9月10日に本放送を開始した。その後、PAL方式やSECAM方式もカラー本放送を開始していった。
ただし、この後すぐにカラーテレビが広まったわけではなく、アメリカでも1965年4月時点で白黒テレビ5260万台に対し、カラー330万台（推定）と白黒テレビの1割ほどであった。この年の後半になってから普及が活発化して、三大ネットワークの1つであったNBCがゴールデンアワーの95%をカラー放送し、残りのCBS・ABCもこれに刺激されて50%をカラー化した。
日本では1965年時点でも受像機の全国台数は5万台以下で、カラー番組の週間合計時間も東京の4社（NHK・日本テレビ・TBSテレビ・フジテレビ）が30時間程度という状況で、かつ民放のカラー番組もカラーテレビの普及促進上、家電メーカーの一社提供がほとんどという有様だったが、1964年の東京オリンピックを契機に電電公社の国内中継路線のカラー規格化がなされ、撮影方法・受像機共に画質の改善も行われたりした結果、受像機の生産台数もこの時期に急激に伸び始めた。

テレビの世帯普及率の推移

1968年4月からNHKがラジオ契約を廃止してカラー契約を創設することにより、カラー放送を大幅に増やしたことなどから普及が促進され、1968年頃から1970年代にかけて「ユニカラー」（東京芝浦電気（現：東芝））、「パナカラー」（松下電器産業（現：パナソニック））、「キドカラー」（日立製作所）、「トリニトロンカラー」（ソニー）、「サンカラー」（三洋電機）、「純白カラー」（日本ビクター（現：JVCケンウッド））、「ロングランカラー」（シャープ）、「ダイヤトロン」（三菱電機）など各社から高性能カラーテレビが出揃った。それと同時に大量生産で値段が下がったことによって、1970年の大阪万博の前後から爆発的に普及し、1973年にはカラーテレビの普及率が白黒テレビを上回った。
1969年には日本が世界で生産第1位国になるものの、1970年に日本国外において日本国内よりも廉価で販売していたため、アメリカ政府からダンピング認定を受けたことから、日本国内で消費者団体により、価格が高止まりしたままのカラーテレビを買い控える運動が推奨された。また、こうした動きからダイエーがクラウン（当時存在した電機メーカー）と協力して5万円台のカラーテレビを発売するなど価格破壊を仕掛けて、各メーカーは国内価格値下げを余儀なくされた。
1970年頃から、真空管を使用したカラーテレビは、トランジスタを使用したモデルに移行し始めた。その後は日本国外への工場移転が進み、日本国内生産は薄型テレビへとシフトしていった。
カラーテレビの普及促進などの目的から、カラーテレビ時代を意識した番組やプロスポーツチーム（読売ジャイアンツ・オークランド・アスレチックスなど）も存在した。
カラーテレビ普及初期の番組表には、カラー放送の番組には「カラー」の表記あるいはそれを表す記号がされ、テレビ放送でも番組開始の冒頭でカラー放送を示すマーク（「【カラー】」等、局によって異なる）を数秒間表示していた。逆にカラー放送が急速に普及し、相対的に白黒番組の減少が著しくなった1971年頃より、白黒放送の番組に「モノクロ」と表記あるいはそれを表す記号がされるケースも見られた。
カラー放送であることを示す「INCOLOR」アイキャッチが海外のアニメでは冒頭に入っている場合があるが、日本での放映時では省略されることが多い。
日本で、再放送等を除いて完全にカラー放送となったのは1977年10月1日であった（NHK教育の完全カラー化によるもの）。新聞表記の「モノクロ」表記およびそれを表す記号もこの時期までに消滅した。

## カラー契約
日本放送協会（NHK）はかつて日本放送協会放送受信規約に於いて、カラー契約、普通契約、衛星カラー契約及び衛星普通契約の4つを設け、カラーとモノクロを区別していた。
2007年10月1日に施行した現行の日本放送協会放送受信規約では、カラー契約及び普通契約は地上契約に、衛星カラー契約及び衛星普通契約は衛星契約にそれぞれ統合されている。